# There’ll Always Be an England
A There'll Always Be an England egy 2008-as DVD-kiadvány a Sex Pistols-tól.
A filmet Julien Temple rendezte, aki az együttes korábbi filmjeit (The Great Rock ’n’ Roll Swindle és The Filth and the Fury) is jegyzi. A kiadvány tartalmazza a Sex Pistols 2007. novemberi fellépését a Brixton Academy-ben (a koncertet a Never Mind the Bollocks kiadásának 30. évfordulója alkalmából tartották).
A kiadványon két bónusztartalom is szerepel: a Sex Pistols útmutatója Londonhoz The Knowledge címmel, valamint Johnny Rotten busztúrája Londonon keresztül.

## Dallista
1. There'll Always Be An England (intró)
2. Pretty Vacant
3. Seventeen
4. No Feelings
5. New York
6. Did You No Wrong
7. Liar
8. Beside the Seaside
9. Holidays in the Sun
10. Submission
11. (I'm Not Your) Stepping Stone
12. No Fun
13. Problems
14. God Save the Queen
15. EMI
16. Bodies
17. Anarchy in the U.K.
18. Road Runner (bónuszdal)